# 吳迪 (網球運動員)
吳迪（1991年9月14日—），湖北省武汉市人，是中国職業男子网球选手。
2013年澳大利亚网球公开赛，吴迪作为外卡选手，成为首位进入澳大利亚网球公开赛正选的中国选手，首轮输给克罗地亚的伊万·多迪格。

## 綜合運動會成績
- 2014年亞洲運動會網球男子團體比賽銀牌

## 外部連結
- 吳迪（英文/西班牙文）的官方資料
- 吳迪的國際網球總會 職業／青少年 官方資料（英文）
- 吳迪的官方資料（英文）